# 王英 (明初崑山)

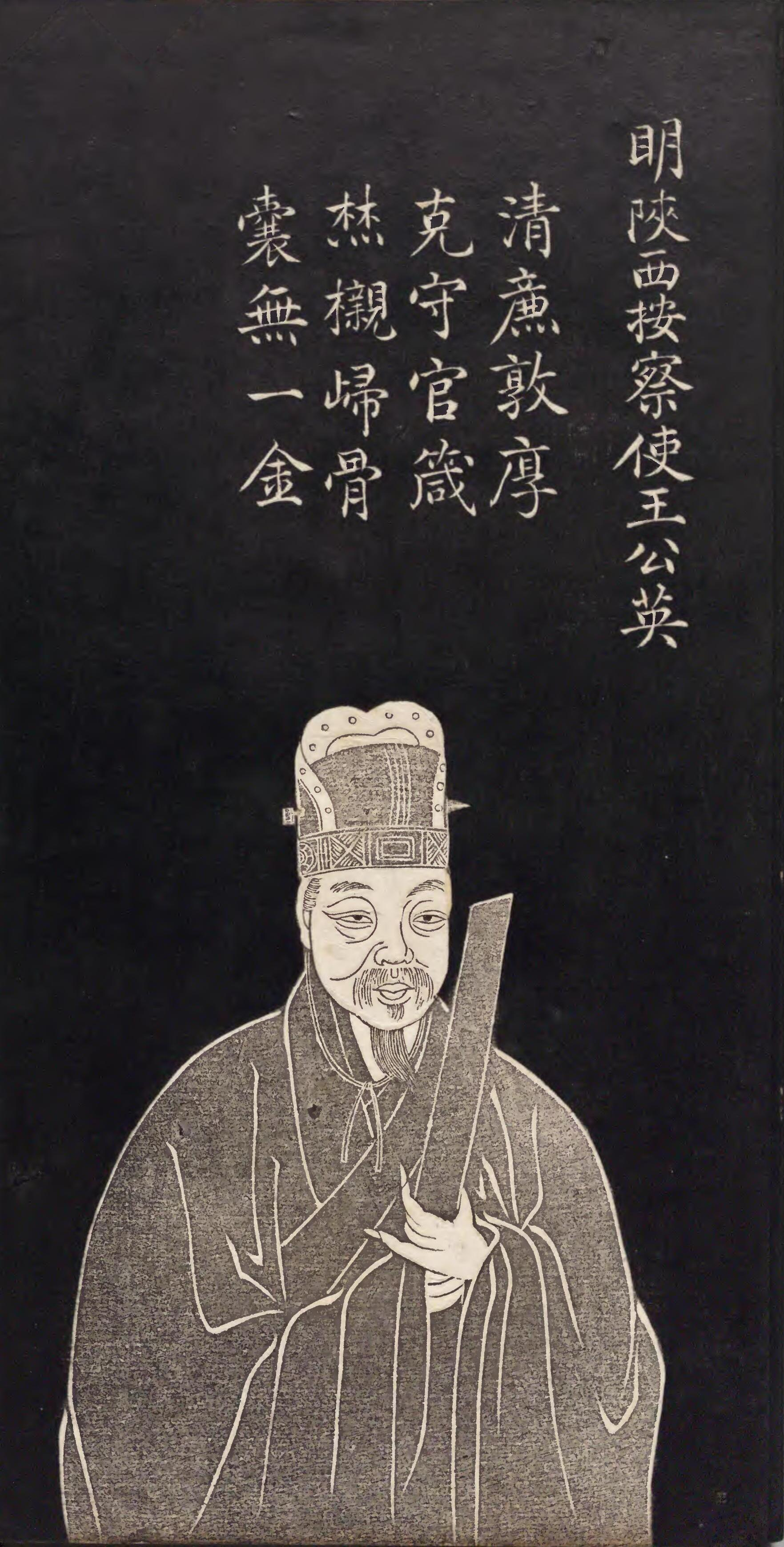
王英像

王英（？—？），字俊伯，元朝江浙行省平江路崑山州（今江蘇省崑山市）人，明朝初期政治人物。
洪武年間，擔任山東道試御史、山東道監察御史，刑部主事、后歷任郎中。此後出任海寧縣知縣。永樂二年，升任陝西按察使。永樂五年，改山西按察使。